# Sander Kool
Maurits Arjen Alexander (Sander) Kool (Woerden, 16 april 1973) is een Nederlands sportbestuurder. Sinds 3 oktober 2020 is hij voorzitter van de Nederlandse Tourfietsunie.

## Loopbaan
Kool heeft zich in zijn loopbaan als officier bij Koninklijke Marine van 1992 tot 2001 en van 2008 tot heden gespecialiseerd in het ruimen explosieven. Kool wordt ingezet voor militaire operaties en oefeningen in o.a. de Perzische Golf, Zwarte Zee, Noord- en Oostzee en Afghanistan. Tussen 2001 en 2008 was hij werkzaam bij de KLM en Brandweer Amsterdam-Amstelland. Van 2012 - 2018 was hij bestuurslid bij de Nederlandse Onderwatersport Bond. In deze periode heeft hij zich vooral bezig gehouden met veiligheid binnen het sportduiken. In 2017 nam hij deel aan het televisieprogramma Kijken in de ziel van Coen Verbraak. Verbraak sprak in deze serie met mannen en vrouwen uit het Nederlandse leger. Als voorzitter van de stichting Jacco Versluis Classic is hij betrokken bij de organisatie van een jaarlijkse wielertocht door het Groene Hart.
Kool volgde in 2020 Rikus Jager op als voorzitter van de Nederlandse Tourfietsunie.

## Persoonlijk
Kool woont samen en heeft twee kinderen.